# Henrike Maria Zilling
Henrike Maria Zilling (* 1968 in Berlin) ist eine deutsche Althistorikerin und Schulleiterin der Marienschule in Limburg an der Lahn.

## Leben und Karriere
Henrike Maria Zilling studierte von 1989 bis 1996 Geschichte und Biologie an der Freien Universität Berlin und der Technischen Universität Berlin. 1996 legte sie das erste Staatsexamen für das Amt des Studienrats in Berlin mit der Arbeit Theologie und Praxis der Nächstenliebe im frühen Christentum ab. Das Referendariat an der Schadow-Oberschule in Berlin-Zehlendorf absolvierte sie 1997–1999 und schloss sie 1999 mit dem zweiten Staatsexamen ab. Einen Lehrauftrag an der TU Berlin hatte sie den Jahren 1997 und 1998. Von 1999 bis 2004 war sie wissenschaftliche Mitarbeiterin am Institut für Geschichte und Kunstgeschichte der TU Berlin, wo sie 2003 mit der Arbeit Tertullian als Apologet und Theologe promoviert wurde. Von 2004 bis 2009 war sie wissenschaftliche Assistentin am Institut für Geschichte und Kunstgeschichte an der TU Berlin. 2010 folgte nach der Habilitation 2009 unter dem Arbeitstitel Die Heiligen und die Stadt die Ernennung zur Privatdozentin.
Seit 1. Februar 2013 ist Zilling Schulleiterin der bischöflichen Marienschule in Limburg, wo sie Geschichte, Philosophie und Biologie unterrichtet.

## Schriften
- Tertullian. Untertan Gottes und des Kaisers. Schöningh, Paderborn/München/Wien/Zürich 2004. (= Dissertation Technische Universität Berlin 2003), ISBN 3-506-71333-7.
- Jesus als Held. Odysseus und Herakles als Vorbilder christlicher Heldentypologie. Schöningh, Paderborn/München/Wien/Zürich 2011. (= überarbeitete und gekürzte Habilitationsschrift Technische Universität Berlin 2009), ISBN 978-3-506-77236-7.